# Ex situ

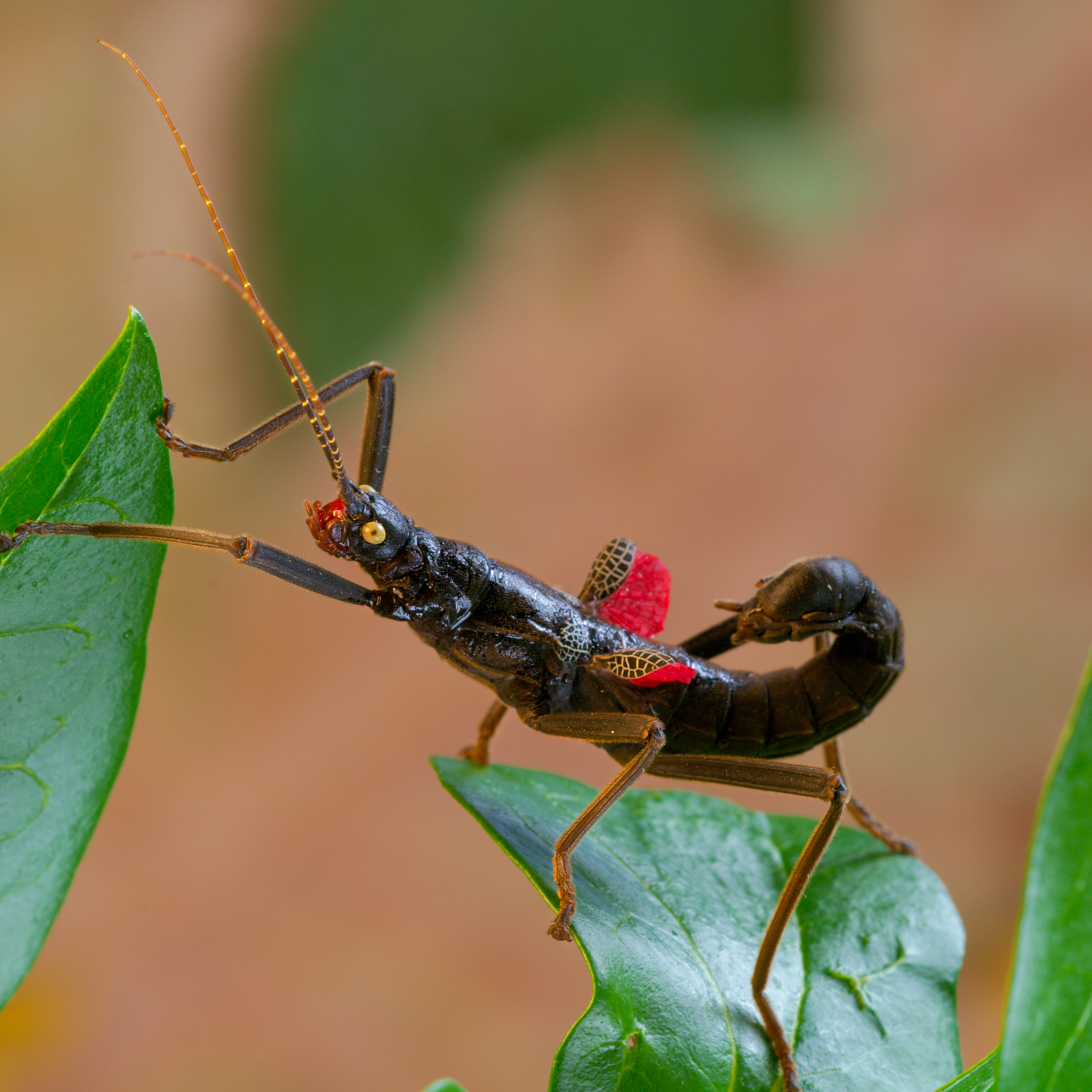
Peruphasma schultei is bijna uitgestorven in het wild maar wordt wereldwijd op grote schaal gehouden als exotisch huisdier.

Ex situ is een Latijnse uitdrukking die uit zijn plaats betekent. In de biologie wordt de term gebruikt voor populaties of individuen van dieren en planten die zich niet in hun natuurlijke habitat bevinden. Een voorbeeld zijn dieren die in gevangenschap worden gehouden als huisdier of in een dierentuin. Het tegenovergestelde is in situ, dat op zijn plaats betekent en dieren of planten betreft die zich in hun natuurlijke habitat bevinden.

## Context
Sommige dieren worden in situ sterk bedreigd, maar zijn ex situ juist in groten getale aanwezig. Een voorbeeld is de wandelende tak Peruphasma schultei, die een zeer klein verspreidingsgebied heeft in Peru en wordt beschouwd als sterk bedreigde diersoort. Door de internationale natuurbeschermingsorganisatie IUCN is de beschermingsstatus 'ernstig bedreigd' (Critically Endangered of CR) toegekend. De soort is echter een van de populairste soorten wandelende takken en wordt over de gehele wereld gekweekt in gevangenschap. Deze enorme ex-situpopulaties kunnen de soort behoeden voor uitsterving.